# Hubertus Lossow
Hubertus Lossow (* 2. Januar 1911 in Oppeln, Oberschlesien; † 16. August 2011 in Berlin) war ein deutscher Kunsthistoriker.

## Leben
Nach seinem Studium der Kunstgeschichte wurde Lossow im Jahr 1935 an der Universität Breslau promoviert. Bereits seit 1934 war er am Schlesischen Museum der Bildenden Künste in Breslau beschäftigt, wo er im Jahr 1943 zum kommissarischen Direktor ernannt wurde. Kurz vor Ende des Zweiten Weltkrieges floh Lossow bei Näherrücken der Sowjetarmee am 22. Januar 1945 aus Schlesien und fand in Berlin seine neue Wirkungsstätte.
In Berlin arbeitete Lossow zunächst als wissenschaftlicher Sachbearbeiter der ehemals Staatlichen Museen Berlin, ab 1948 als deren wissenschaftlicher Kustos. Im Jahr 1953 wurde Lossow als Professor für Kunstgeschichte an die Berliner Hochschule für Bildende Künste berufen, wo er 1976 emeritiert wurde, dort allerdings noch weitere drei Jahre in Selbstvertretung tätig blieb.
Lossow verfasste bereits seit seiner Breslauer Studienzeit etliche kunstgeschichtliche Sachbücher oder fungierte später auch als Herausgeber. Neben seiner wissenschaftlichen Tätigkeit beschäftigte er sich auch als Maler und war Mitglied des Vereins Berliner Künstler.

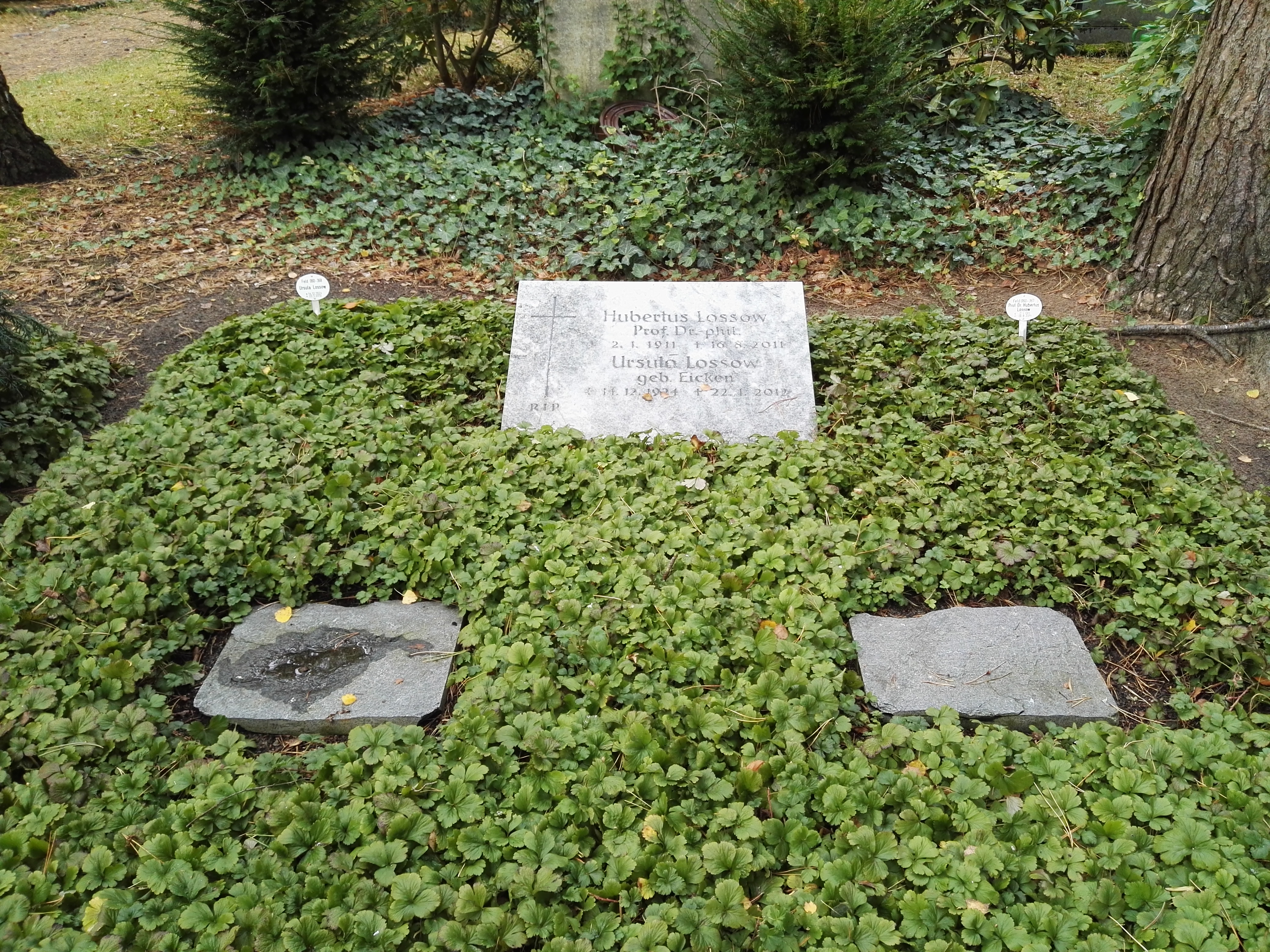
Grabstätte

Er ist auf dem Waldfriedhof Zehlendorf bestattet.

## Ehrungen
- 1974 wurde er als Kenner der italienischen Kunstgeschichte zum Präsidenten der Berliner Comitato der Società Dante Alighieri.
- 1997 wurde er für seine Verdienste um die schlesische Kunstgeschichte mit dem Georg-Dehio-Preis der Künstlergilde Esslingen, überreicht am 13. November 1997 in Würzburg, ausgezeichnet[2].

## Veröffentlichungen (Auswahl)
- Schiller und Fichte in ihren persönlichen Beziehungen und in ihrer Bedeutung für die Grundlegung der Aesthetik. Risse, Dresden 1935 (Dissertation).
- Michael Willmann (1630–1706). Meister der Barockmalerei. Korn, Würzburg 1994.